# استرلینگ (کلرادو)
استرلینگ (به انگلیسی: Sterling) شهری در ایالت کلرادو کشور ایالات متحده آمریکا است که جمعیت آن در سرشماری سال ۲۰۱۰ میلادی، ۱۴٬۷۷۷ نفر بوده‌است.